# Rue Kléber (Nancy)
Pour les articles homonymes, voir Rue Kléber.
La rue Kléber est une voie comprise au sein de la commune de Nancy, dans le département de Meurthe-et-Moselle, en région Lorraine.

## Situation et accès
Placée au sein de l'ouest du ban communal de Nancy, la rue Kléber appartient administrativement au quartier Poincaré - Foch - Anatole France - Croix de Bourgogne.
Voie affichant une direction générale nord-sud, la rue Kléber débute au nord place de la Commanderie, croise les rues Lazare-Carnot et du Général-Hoche, avant d'aboutir au sud à l'intersection partagée avec la rue Gabriel-Mouilleron.

## Origine du nom
La rue doit son nom au général d'Empire Jean-Baptiste Kléber (1753-1800).